# Regno di Danimarca
Il Regno di Danimarca o Reame Danese (in danese Kongeriget Danmark o Danmarks Rige; in faroense Kongsríki Danmarkar; in groenlandese Kunngeqarfik Danmarki) è una monarchia parlamentare e una comunità costituita da tre nazioni costitutive: nell'Europa del Nord il Regno di Danimarca propriamente detto e le Isole Fær Øer, in America del Nord la Groenlandia. Alla Danimarca spetta il potere legislativo, giudiziario ed esecutivo in quanto parte egemone. La relazione tra le tre parti del regno è denominata Rigsfællesskabet.
Secondo le leggi di autogoverno faroesi, le Isole Fær Øer costituiscono una comunità di popolo all'interno del regno. L'atto (o legge) di autogoverno groenlandese non contiene una simile definizione, ma descrive piuttosto il popolo groenlandese con la definizione che ne è data nella legge internazionale, con il diritto di autodeterminazione.
Dei tre, solo la Danimarca è membro dell'Unione europea.
| Paese        | Popolazione | Superficie (km²) | Densità (pop. per km²) |
| Danimarca    | 5519441     | 43094            | 127                    |
| Fær Øer      | 49006       | 1399             | 34                     |
| Groenlandia  | 57564       | 2175600          | 0,026                  |
| Reame danese | 5626011     | 2220093          | 2,5                    |

## Governo e politica
La legislatura nazionale è il Folketing. Il Parlamento consiste di 179 membri di cui 175 provenienti dalla Danimarca eletti tramite maggioranza proporzionale, 2 dalle Fær Øer e 2 dalla Groenlandia. Le elezioni parlamentari si tengono almeno ogni quattro anni, ma rientra nei poteri del Primo ministro convocarle a sua discrezione prima della scadenza di questo tempo.

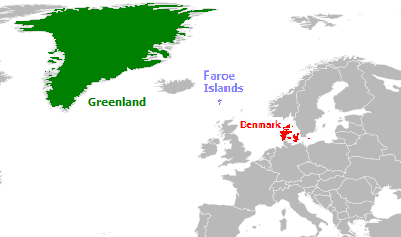
Danimarca (in rosso), Isole Fær Øer (in blu) e Groenlandia (in verde)

## Geografia
Fitogeograficamente la Danimarca, così come Groenlandia e Fær Øer, appartiene al Regno Boreale, ed è distribuito tra le province artica, atlantico-europea e centroeuropea della Regione Circumboreale. Secondo il WWF, il territorio della Danimarca può essere diviso in due ecoregioni: le foreste miste dell'Atlantico e quelle Baltiche. Le Isole Fær Øer sono coperte dalle Praterie Boreali delle Fær Øer, mentre la Groenlandia ospita le ecoregioni dell'alta e della bassa tundra artica Kalaallit Nunaat.

## Storia
Durante l'VIII-XI secolo, i Norreni scoprirono e colonizzarono le Isole Shetland, le Isole Orcadi, le Isole Fær Øer, l'Islanda, la Groenlandia e tentarono di stabilire un insediamento nel Vinland, che si crede fosse presso L'Anse aux Meadows nell'Isola di Terranova. Essi inoltre conquistarono e colonizzarono parti dell'Inghilterra (il Danelaw), dell'Irlanda e della Normandia, e fondarono la Rus' di Kiev nell'Est; quello che alla fine sarebbe divenuto lo Zarato russo. I Norreni percorrevano rotte commerciali dalla Groenlandia a nord fino a Costantinopoli a sud attraverso i fiumi russi. La Danimarca-Norvegia fu formata come stato nel 1536, in seguito a un'unione personale di Danimarca e Norvegia.
L'unione dano-norvegese fu sciolta dal trattato di Kiel nel 1814, in base al quale la Danimarca manteneva le dipendenze norvegesi dell'Islanda, delle Isole Fær Øer e della Groenlandia. La Danimarca dominò anche sull'India danese (Tranquebar) dal 1620 al 1869, sulla Costa d'Oro danese (Ghana) dal 1658 al 1850 e sulle Indie occidentali danesi (le Isole Vergini Americane) dal 1671 al 1917.
L'Islanda ottenne l'autogoverno nel 1874 e divenne uno Stato completamente sovrano nel 1918, unito con la Danimarca sotto un re comune. Gli islandesi abolirono la monarchia nel 1944 e nel 1948 i faroesi ottennero a loro volta l'autogoverno. Il regno si unì alla Comunità economica europea (ora Unione europea) senza le Fær Øer nel 1973, mentre la Groenlandia si ritirò nel 1985, in entrambi i casi a causa delle politiche sulla pesca. La Groenlandia ottenne l'autogoverno nel 1979 e una proposta per introdurre ulteriore autonomia nel 2009 fu approvata in un referendum nel 2008. Per quanto riguarda l'indipendenza vera e propria, i groenlandesi prendono in considerazione tale ipotesi qualora nell'isola vengano scoperte abbastanza risorse naturali da rendere quella prospettiva economicamente sostenibile.